# NEW KAWAII/フルーツバスケット
「NEW KAWAII/フルーツバスケット」（にゅーかわいい/フルーツバスケット）は、FRUITS ZIPPERの2枚目のシングル。2024年9月18日にKAWAII LAB.から発売された。

## 概要
- 両A面に加えてB面「スターライト・ヴァルキリー」[注 1]が収録されている。
- 初回限定盤、通常盤、メンバー盤の9形態での発売。初回盤には全形態に使用できる「推しジャケット」（全7種）が付属しており、推しメンバーのジャケット仕様にすることができる。また、メンバーの様々なカットを収録した大容量豪華ブックレットが付属している。

### NEW KAWAII
- 振り付けは槙田紗子が担当。

### フルーツバスケット
- 日常の中にある甘酸っぱさや多様性をテーマにしている。
- アートワークや衣装は「童謡のはじまり」をテーマにしており、「NEW KAWAII」のプリンセスになる前の物語という世界観を引き継いでいる。
- Bメロに合わせて踊る「パフェダンス[注 2]」は、TikTokなどのSNSを通じて真似する人が続出した。

## 収録曲

### 初回限定盤
1. NEW KAWAII [4:26]
作詞・作曲・編曲：ヤマモトショウ
2. フルーツバスケット [4:20]
作詞・作曲・編曲：ヤマモトショウ
3. スターライト・ヴァルキリー [4:19]
作詞：兒玉雨子/作曲：michitomo/編曲：新山俊也（GOLDTAIL）
4. 虹 [4:55]
作詞：Shogo/作曲：Shogo・早川博隆/編曲：早川博隆

### 通常盤
1. NEW KAWAII [4:26]
作詞・作曲・編曲：ヤマモトショウ
2. フルーツバスケット [4:20]
作詞・作曲・編曲：ヤマモトショウ
3. スターライト・ヴァルキリー [4:19]
作詞：兒玉雨子/作曲：michitomo/編曲：新山俊也（GOLDTAIL）